# Захареука
Захареука (рум. Zahareuca) — село у Теленештському районі Молдови. Входить до складу комуни, адміністративним центром якої є село Серетеній-Векі.

## Населення
За даними перепису населення 2004 року у селі проживали 265 осіб.
Національний склад населення села:
| Національність   | Кількість осіб | Відсоток   |
| ---------------- | -------------- | ---------- |
| молдавани румуни | 239 8          | 90,2% 3,0% |
| українці         | 16             | 6,0%       |
| росіяни          | 2              | 0,8%       |
| Всього           | 265            | 100%       |